# Степанов, Пётр Гаврилович
Пётр Гаврилович Степанов (1806—1869) — один из первых русских профессиональных актёров, артист императорского Малого театра.

## Биография
Пётр Степанов родился 26 (13) июня 1806 г. в Москве или Петербурге (дата 1800 г., приводимая в некоторых источниках, сомнительна, так как противоречит дате на надгробии). Отец — певчий крепостного театра Шереметевых, затем кассир московского театра Меддокса, под конец жизни занялся торговлей.

Семья была связана с театральной средой, близко знакома с известной актрисой того времени М. С. Синявской, в доме которой и протекло, главным образом, детство Петра Гавриловича до поступления в школу. Синявская служила в труппе Меддокса и там же стала руководить учёбой крепостных актёров труппы Шереметева, среди её учениц — выдающаяся Прасковья Жемчугова-Ковалёва. Под влиянием той же Синявской он и учился в школе, и делал первые шаги на сценическом поприще. Ближайшими товарищами его в школе стали известные впоследствии актёры, с которыми вместе выходил на сцену Малого театра, Никифоров и Живокини. 
«Уже в бытность свою в училище С. выказывал замечательную способность копировать речь и манеры окружающих лиц, начиная с школьных дядек и кончая высшим начальством. В школьных спектаклях он с успехом выступал не только в качестве актёра, но и в качестве костюмера и декоратора»

Окончив Московское театральное училище при Императорских театрах в 1825 году, сразу был зачислен в Малый театр, на сцене которого проработал до конца жизни. 
«5 июля 1825 г. Степанов, окончив школьный курс, определился актёром драматической труппы, на крайне скудное жалованье (на первых порах всего 200 руб. в год), из которых должен был содержать семью, оставшуюся после смерти отца почти без всяких средств».

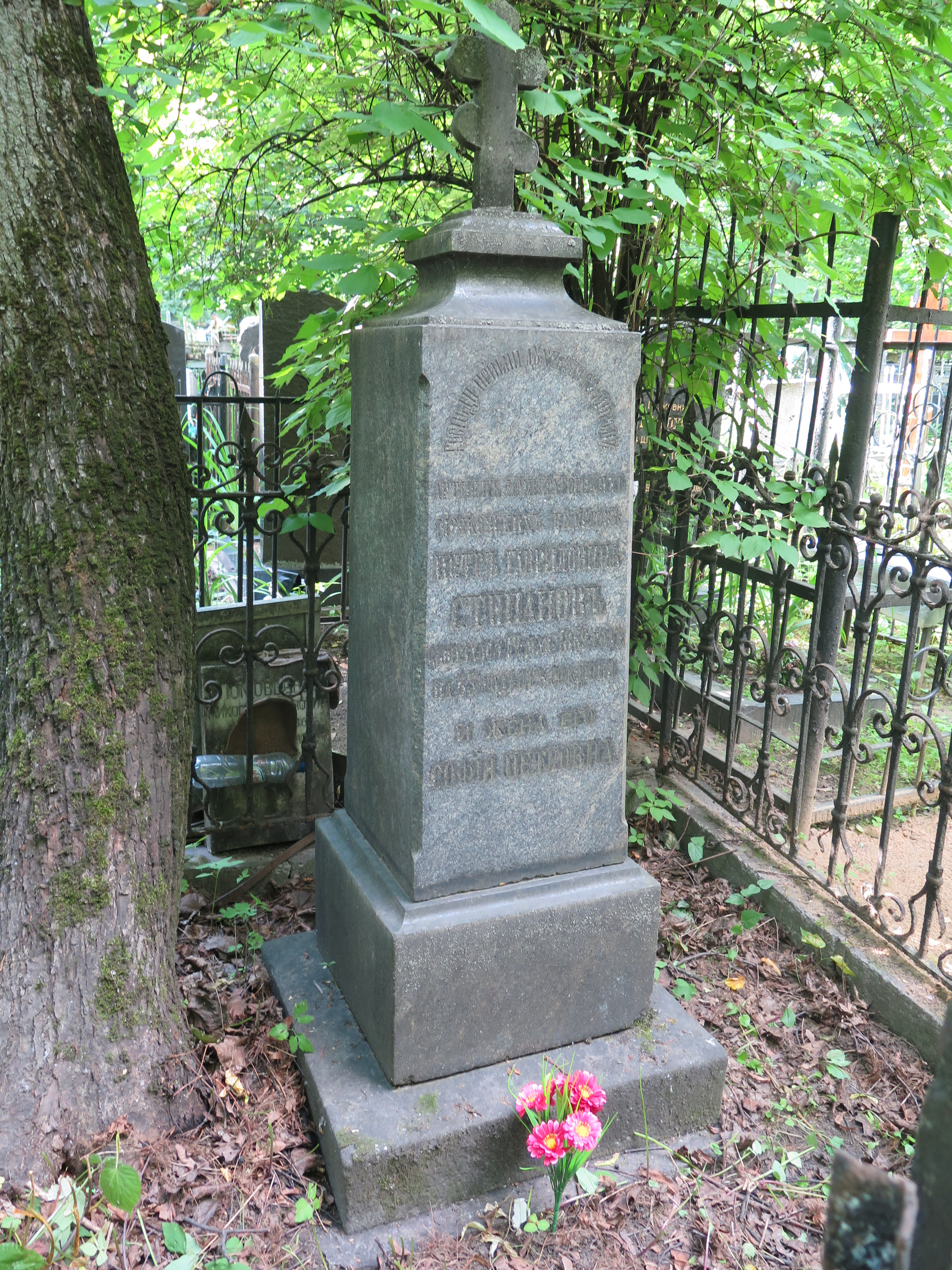
Могила П. Г. Степанова

Жена - дочь коллежского секретаря София Петровна Борегар (1823 г.р.). Дети: Надежда (1847 г.), София (1848 г.), Иоанн (1853-1853), Иоанн (1854-1854), Вера (1867 г.р.).
Старшая сестра Петра Гавриловича, Аграфена Гавриловна, породнилась с семьёй артистов Рыкаловых — вышла замуж за Василия Васильевича Рыкалова, сына актёров Василия Федотовича и Пелагеи Рыкаловых (по Ежегоднику императорских театров, именно сестра, жившая с братом со своими детьми и уже ставшая вдовой, более всего и хлопотала о зачислении брата в императорский Малый театр), а через много лет Пётр Гаврилович подготовил «в артистки» уже их дочь, свою племянницу Надежду Васильевну Рыкалову, которая была принята в труппу Малого театра в 1846 году.
Был близок с мещанско-купеческой семьей Лебедевых. Иван Феофанович Лебедев (1843 г.р.) был крестником артиста. Его сестра Елизавета Феофановна (1840 г.р.) также была актрисой Императорских Московских театров.
В 1855 году принял на себя режиссёрские обязанности, но уже в следующем году от них отказался.
Умер Петр Гаврилович Степанов скоропостижно, от аневризмы, 25 (12) мая 1869 года в городе Москве. Похоронен на Ваганьковском кладбище, 16-й участок.

## Творчество
Степанов более всего был известен исполнением комических ролей. Но также выступал как оперный певец (баритон) и даже в небольших балетных партиях — в этом не было в то время ничего особенного: хотя официально музыкальная и драматическая труппы отделились друг от друга в 1824 году, практически они ещё долго сосуществовали вместе, и в разных жанровых амплуа выступали многие актёры.

Кроме драм, комедий и водевилей С., обладая недурным баритоном, с значительным успехом выступал и в операх, напр., в «Вадиме», «Тоске по родине», «Мария или Безнадежная любовь», и даже в балетах.
1-й исполнитель оперных партий: Тромбонус («Еще чудные встречи, или Суматоха в Сокольниках»), Бамбарибрук («Бонар в луне»), Бернард («Муж и жена» А. Алябьева); Барон («Мария, или Безнадежная любовь»), Фуст («Сильвана»).

Гримаса П. Г. Степанова (с карандашного наброска Н. Н. Беккера)

Более всего славу он приобрёл исполнением комедийных ролей в драматических постановках и в водевилях, особенно эксцентрических водевилях с переодеваниями и исполнением так называемых «ролей в ролях», когда персонажу приходится по сюжету пьесы изображать кого-то другого. Обычно ему приходилось играть роли второстепенные, эпизодические, иногда даже без слов. За все годы работы в Малом театре Пётр Гаврилович Степанов сыграл не менее 500 ролей. Многие из них были совсем маленькие, эпизодические, но сыграны столь живо, что врезались в память зрителей и вызывали неизменно внимание театральной критики.
```

```

С. вошёл в историю т-ра как выдающийся исполнитель небольших комедийных и эпизодич. ролей (часто даже без слов). Обладал тончайшей природной наблюдательностью, большим мимич. дарованием, иск-вом художеств. имитации, трансформации, грима, много и кропотливо работал над мельчайшими деталями образа. Иск-во С. высоко ценилось современниками (в том числе В. Г. Белинским, С. Т. Аксаковым).
Роли: Глюкман (опера-водевиль «Пять лет в два часа, или Как дороги утки», переделка с франц. А. И. Писарева), Вольтер (комедия «Ты и Вы» Шаховского), Фридрих II (опера-водевиль «Старый гусар, или Пажи Фридриха II», переделка Д. Т. Ленского), Эдуард (водевиль «Артист», перевод с франц.); Гордей Торцов в пьесе Островского «Бедность не порок».
Первый исполнитель на московской сцене ролей: кн. Тугоуховский («Горе от ума», 1831), Тяпкин-Ляпкин («Ревизор», 1836), Яичница в пьесе «Женитьба», 1843, и Швохнев в «Игроках» Гоголя, Зефиров («Лев Гурыч Синичкин, или Провинциальная дебютантка» Д. Т. Ленского, 1839), Маломальский («Не в свои сани не садись», 1853) и Ерёмка («Не так живи, как хочется», 1854, Островского).
Исполнением роли Тугоуховского он снискал величайшее расположение государя Николая I Павловича. Так это описывает Большая биографическая энциклопедия. Автор Вл. Греков: 

«Приблизительно через пять лет после выхода из театрального училища С. выступил в „Горе от ума“ и прославился замечательным исполнением почти бессловесной роли Тугоуховского. За оригинал для этой роли он избрал одного из екатерининских вельмож (князя Юсупова). Критика единодушно признавала игру С. в этой роли в высшей степени художественной и правдивой. В течение сорока лет он являлся единственным исполнителем этой роли, пользуясь в ней неизменным успехом. Этою же ролью С. обратил на себя внимание Государя Императора, пожаловавшего ему бриллиантовый перстень, оказывавшего ему постоянно личное внимание. По Высочайшему повелению, С. для исполнения роли Тугоуховского ездил из Москвы в Петербург, где также встретил шумный успех; за эту поездку он получил тысячу рублей награды. С таким же исключительным успехом выступил он на первом представлении на сцене Московского театра „Ревизора“ 25 мая 1836 г. в роли судьи Тяпкина-Ляпкина. Не меньшим успехом пользовался он и в водевилях с переодеванием, особенно в роли Эдуарда в водевиле „Артист“, в котором являлся певцом-итальянцем, танцовщиком, капельмейстером и актёром-трагиком, причем в каждой из этих метаморфоз воспроизводил кого-либо из известных артистов, например, Мочалова и Каратыгина».

Степанов переиграл не меньше пятисот ролей; когда после его смерти, нужно было сдавать «роли» в контору театров, то они составили две громадные связки — «Ежегодник императорских театров», с.67. Его партнёрами по сцене были не менее легендарные артисты: В. Живокини, Н. Лавров, Н. Никифоров, Н. Репина, М. Щепкин.
Недостаток средств с самого выхода из училища давал себя сильно чувствовать, и жить Степанову приходилось очень скромно: надо было пускаться на выдумки, чтобы пополнить тощий кошелёк. Шла драма «Обриева собака», в которой собаке предназначена довольно важная роль. Степанов взялся выдрессировать для этой пьесы свою охотничью собаку Гектора. Это было тем более труднее, что «играть» Гектору нужно было с Мочаловым, который побаивался собак. Однако, Степанов, при помощи своей маленькой племянницы, Нади Рыкаловой, отлично выучил собаку и получал за неё разовые по 25 рублей ассигнациями за спектакль. Гектор участвовал впоследствии ещё и в драме «Ричард Львиное Сердце»
. Жалованье Степанова как артиста незначительных ролей оставалось очень невысоким — заработная плата актёров императорских театров зависела от амплуа. А на более высокую актёрскую категорию администрация императорских театров его не назначала.

П. Г. Степанов и А. М. Купфершмидт, со старинного портрета

Поэтому, чтобы улучшить своё материальное положение, он ещё в начале своего артистического поприща вместе со своим приятелем Александром Михайловичем Купфершмидтом, служившим альтистом в оркестре Большого театра (отец его служил капельмейстером в домашнем оркестре Сергея Ивановича Тургенева, отца известного писателя), открыл в Москве костюмерный магазин; это дело впоследствии и обеспечило его на всю жизнь. А. А. Ярцев в «Ежегоднике Императорских театров» писал:

«Магазин устроили общими силами и средствами; Аграфена Гавриловна отдала на это предприятие тысячу рублей, которые хранились у неё от бенефиса после смерти мужа; даже мать И. С. Тургенева приняла участие в этом деле и подарила Саше, как она называла Купфершмидта, трюмо из своего деревенского дома. … Через год Степанов занимал уже квартиру в 14 комнат, на Чистых прудах, в доме Соколова, где прожил 30 лет, до самой смерти»
Однако невнимание руководства императорских театров полностью компенсировалось любовью публики.

Горельеф П. Г. Степанова (из собрания А. А Бахрушина)

В 1855 году артист был возведён в звание потомственного почётного гражданина. Среди московских любителей искусства возникла мысль почтить его, вместе с его старым товарищем и другом Никифоровым, общественным чествованием по подписке, в которой приняли участие многие известные литераторы, артисты и представители разных общественных слоёв и структур. Обоим артистам были поднесены, при шумных овациях, ценные подарки, а затем были устроен в честь их торжественный ужин, на котором Островский, Живокини и Садовский читали речи, а Вильде — стихи. В частной жизни он был человеком благородных душевных качеств, обладал весёлым и живым характером, отличался трудолюбием, добротою, остроумием. Из товарищей-артистов он ближе других был к Щепкину и Мочалову и со школьной скамьи до конца жизни — к Никифорову, из петербургских артистов был ближе с известным И. И. Сосницким.
Большая биографическая энциклопедия. Автор Вл. Греков: 

По словам одного из современных критиков, «Степанов выказал своё необыкновенное уменье придавать личностям рельефную типичность, очерченную мастерским штрихом вполне оригинального художника. Никто лучше него не способен был схватить оригинальный тон, оригинальную или характеристическую личность и воспроизвести их с такою художественною верностью, что тайна драматической иллюзии приводит в изумление критика, готовящегося анализировать эту удивительную игру. Степанов носит на себе отпечаток классической строгости. По свойству своего таланта, он не способен к глубокому психологическому анализу, но от мельчайших душевных движений до мельчайших подробностей внешней характеристики по всей его роли проходит быстрый и верный резец истинного мастера». 